# 리 준대수
미분기하학에서 리 준대수(Lie準代數, 영어: Lie algebroid)는 (유한 차원) 실수 리 대수의 일반화이다. 리 대수와 리 준대수 사이의 관계는 리 군과 리 준군 사이의 관계와 같다.

## 정의
리 준대수는 다음과 같은 데이터로 주어진다.
- 매끄러운 다양체 {\displaystyle M}
- 매끄러운 벡터 다발 {\displaystyle E\twoheadrightarrow M}
- 매끄러운 단면 {\displaystyle \Gamma ^{\infty }(E)} 위의 리 대수 구조 {\displaystyle [-,-]}
- 매끄러운 벡터 다발 사상 {\displaystyle \rho \colon E\to \mathrm {T} M}. 이를 닻(영어: anchor)이라고 한다.

이는 다음 호환 조건을 만족시켜야 한다.
{\displaystyle [s,ft]=(\nabla _{\rho (s)}f)t+f[s,t]\qquad \forall s,t\in \Gamma ^{\infty }(E),\;f\in {\mathcal {C}}^{\infty }(M,\mathbb {R} )}

## 예
모든 유한 차원 실수 리 대수는 한원소 공간 {\displaystyle \{\bullet \}} 위의 리 준대수이다.
매끄러운 주다발에는 아티야 리 준대수라는 표준적인 리 준대수가 대응된다.

### 벡터장
매끄러운 다양체 {\displaystyle M} 위에서,
{\displaystyle E=\mathrm {T} M}
{\displaystyle \rho =\operatorname {id} _{\mathrm {T} M}} (항등 함수)
{\displaystyle [X,Y]={\mathcal {L}}_{X}Y} (리 미분)
를 부여하면, 이는 리 준대수를 이룬다.
보다 일반적으로, {\displaystyle \mathrm {T} M}의 적분 가능 부분 다발 (즉, {\displaystyle [E,E]\subseteq E}인 부분 벡터 다발 {\displaystyle E\subseteq \mathrm {T} M})은 이 리 준대수의 부분 리 준대수를 이룬다.

### 아벨 리 준대수
임의의 매끄러운 다양체 {\displaystyle M} 위의 임의의 매끄러운 벡터 다발 {\displaystyle E\twoheadrightarrow M}에 대하여
{\displaystyle \rho =0}
{\displaystyle [-,-]=0}
을 부여한다면, 이는 (자명하게) 리 준대수를 이룬다. 이는 아벨 리 대수의 일반화이다.

### 푸아송 다양체
푸아송 다양체 {\displaystyle (M,\{-,-\})}가 주어졌다고 하자. 정의에 따라, 항상
{\displaystyle \{f,g\}=\pi (\mathrm {d} f,\mathrm {d} g)}
인 (2,0)차 반대칭 텐서 {\displaystyle \pi }를 정의할 수 있다. 이제,
{\displaystyle E=\mathrm {T} ^{*}M}
{\displaystyle \rho (\alpha )=\pi (\alpha ,-)\qquad (\alpha \in \Omega ^{1}(M))}
{\displaystyle [\alpha ,\beta ]={\mathcal {L}}_{\rho \alpha }\beta -{\mathcal {L}}_{\rho \beta }\alpha -\mathrm {d} (\pi (\alpha ,\beta ))\qquad (\alpha ,\beta \in \Omega ^{1}(M))}
로 놓으면, 이는 리 준대수를 이룬다.
이를 푸아송 리 준대수(영어: Poisson Lie algebroid)라고 한다.

## 역사
리 준대수의 개념은 1967년에 장 프라딘(프랑스어: Jean Pradines)이 도입하였다.

## 참고 문헌
1. ↑  Weinstein, Alan (1996). “Groupoids: unifying internal and external symmetry” (PDF). 《Notices of the American Mathematical Society》 (영어) 43: 744–752. arXiv:math/9602220.
2. ↑  Mackenzie, Kirill (1987). 《Lie groupoids and Lie algebroids in differential geometry》 (영어). Cambridge University Press. doi:10.1017/CBO9780511661839.
3. ↑  Mackenzie, Kirill (2005). 《General theory of Lie groupoids and Lie algebroids》 (영어). Cambridge University Press.
4. ↑  Marle, Charles-Michel (2002). “Differential calculus on a Lie algebroid and Poisson manifolds” (영어). arXiv:0804.2451.
5. ↑  Pradines, Jean (1967). “Théorie de Lie pour les groupoïdes différentiables. Calcul différentiel dans la catégorie des groupoïdes infinitésimaux”. 《Comptes Rendus de l’Académie des sciences. Série A》 (프랑스어) 264: 245–248. MR 216409. Zbl 0154.21704.